# 2S1 Gvozdika

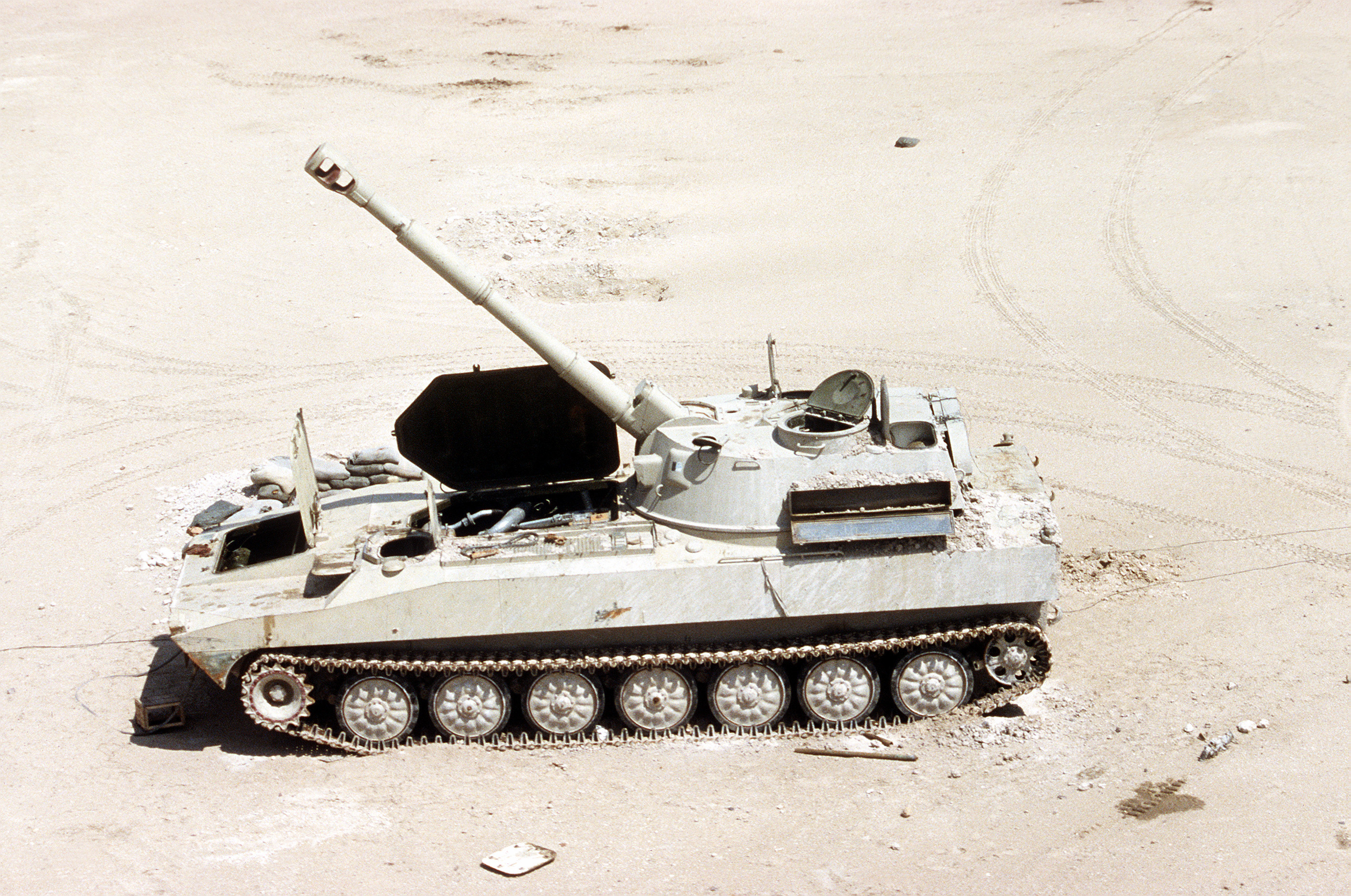
Un 2S1 Gvozdika dell'esercito iracheno

Il 2S1 Gvozdika (in russo 2С1 «Гвоздика»?; lett. "Garofano") è un obice semovente da 122mm di fabbricazione sovietica. "2S1" è la denominazione data dal GRAU (Dipartimento di missili e artiglieria del Ministero della Difesa Russo). Una denominazione alternativa è SAU-122, ma nell'esercito russo è conosciuto comunemente come Gvozdika. L'2S1 è completamente anfibio e, una volta sulla terraferma, si muove con i propri cingoli. È anche dotato di protezione NBC e di visori ad infrarossi per la visione notturna.

## Storia
Il primo prototipo è stato completato nel 1969 ed è entrato in servizio nell'Armata Rossa nei primi anni settanta. La sua prima apparizione pubblica fu in occasione di una parata militare dell'esercito polacco nel 1974. Fu schierato in gran numero durante la Guerra Fredda (72 in dotazione ad ogni divisione corazzata, 36 ad ogni divisione di fanteria meccanizzata). Per l'esercito statunitense è conosciuto sotto la denominazione di M1974.
È stato prodotto nelle fabbriche di stato di Bulgaria, Polonia e Russia.

## Varianti

### Unione Sovietica
- MT-LBu - Variante più grande dell'MT-LB, ha uno chassis più lungo ed un motore più potente.
- UR-77 "Meteorit" (ustanovka razminirovaniya) - veicolo attrezzato per lo sminamento con una sovrastruttura per due rampe di lancio. Queste servono per lanciare dispositivi UZP-77. In questo modo poteva essere sminata un'area di 90 × 6 m.
- RKhM "Kashalot" (razvedivatel'naya khimicheskaya mashina) - veicolo per la ricognizione chimica, dotato di dispositivi di scoperta e allarme. Questo modello ha uno scafo più corto rispetto al 2S1 e la torretta dell'MT-LB. In Occidente era noto come ATV M1979/4.
  - RKhM-K - versione comando senza sensori ma con sistemi di comunicazione addizionali.

### Polonia

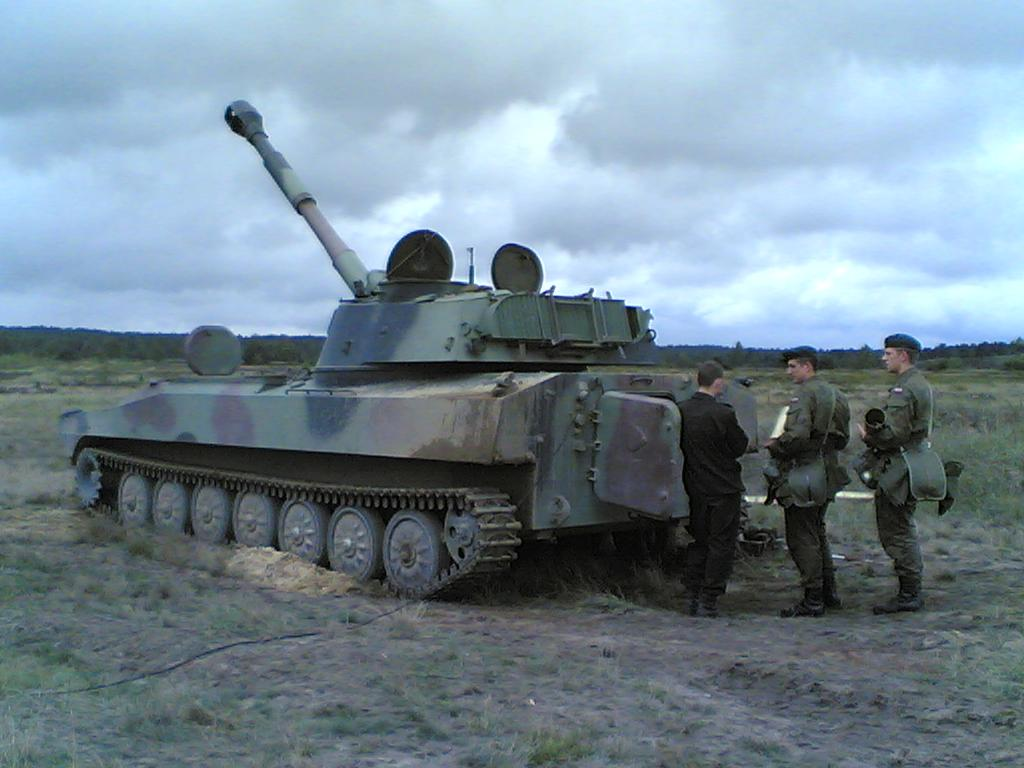
"Gvozdika" dell'esercito polacco in un poligono d'artiglieria.

- 2S1M - versione aggiornata con un kit anfibio.

### Romania
- Model 89 - variante che utilizza una versione modificata dello scafo dell'MLI-84.

### Iran
- Raad-1 (tuono) - versione iraniana basata sul veicolo da trasporto truppe Boragh.

### Bulgaria
- BMP-23 (bojna mashina na pekhotata) - veicolo da combattimento della fanteria con un cannone 2A14 da 23mm e missili anticarro AT-3 Sagger. Lo chassis era basato su quello dell'MT-LBu, ma con componenti del 2S1 e un motore da 315 hp.
  - BMP-23D - versione migliorata, equipaggiata con missili AT-4 Spigot e lanciagranate fumogene.
  - BRM-23 - prototipo di veicolo da ricognizione.
- BMP-30 - chassis simile a quello del BMP-23, ma con la torretta del BMP-2. Ne vennero costruiti soltanto 10.

### Sudan
- Abu Fatma - versione costruita su licenza.

## Operatori
- Algeria - 145
- Angola
- Armenia - 10
- Azerbaigian - 15
- Bosnia ed Erzegovina - 5
- Bielorussia - 246[2]
- Bulgaria - ~200
- Cuba
- Rep. Ceca - Circa 40 forniti all'Ucraina durante l'invasione russa[3]
- Croazia - 9
- Eritrea - 20[4]
- Etiopia

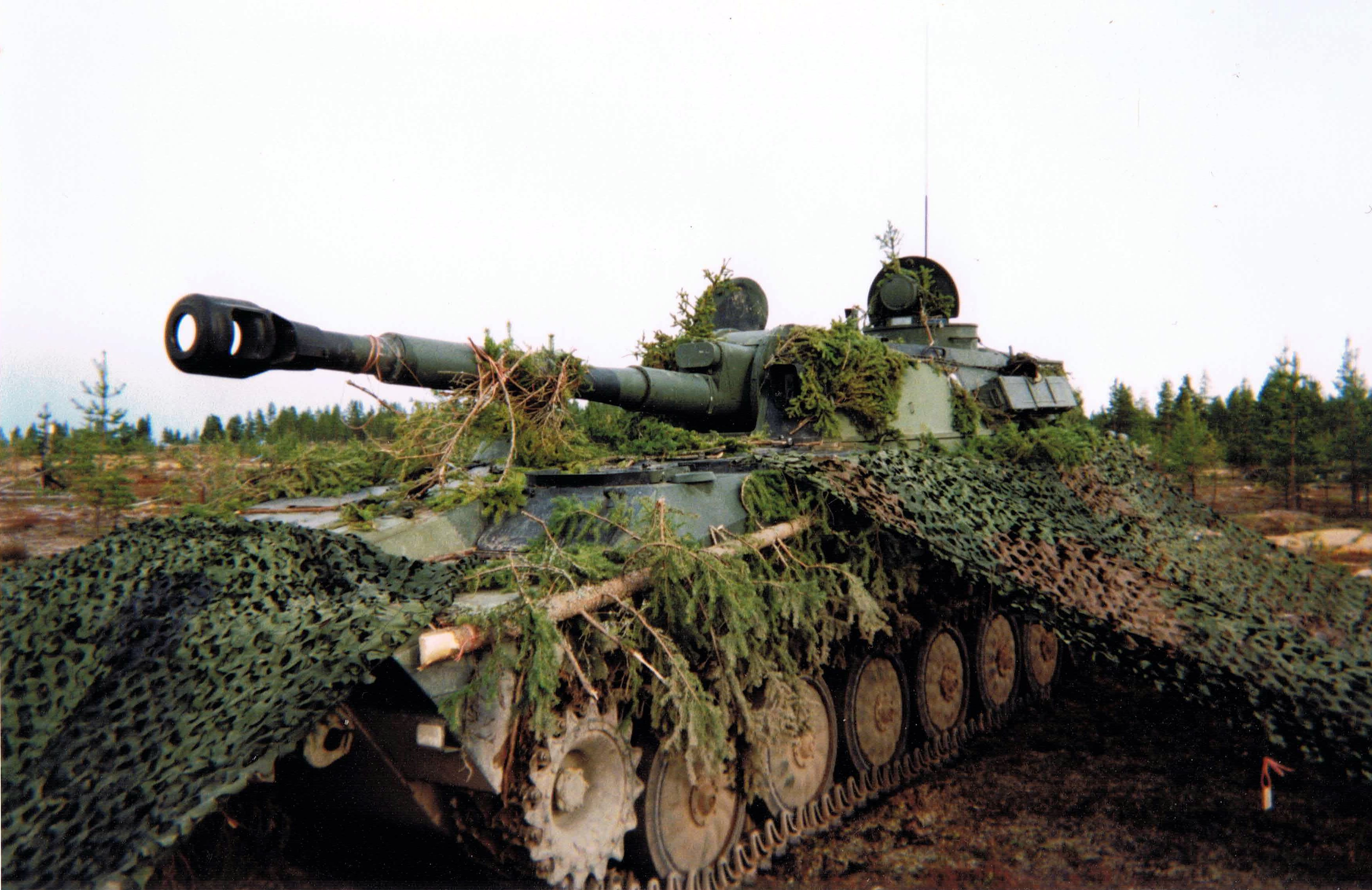
2S1 dell'esercito finlandese.

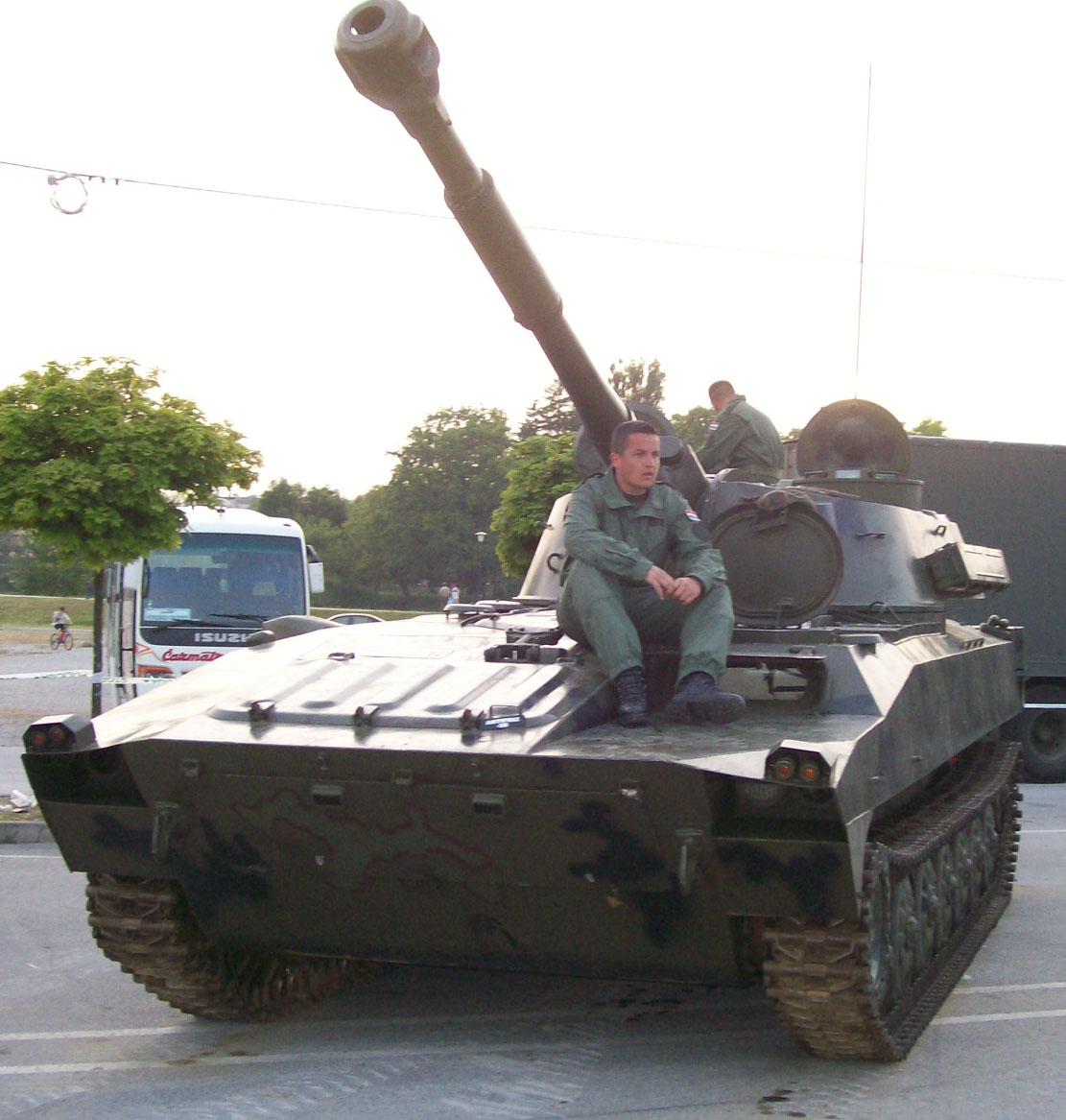
Gvozdika dell'esercito croato.

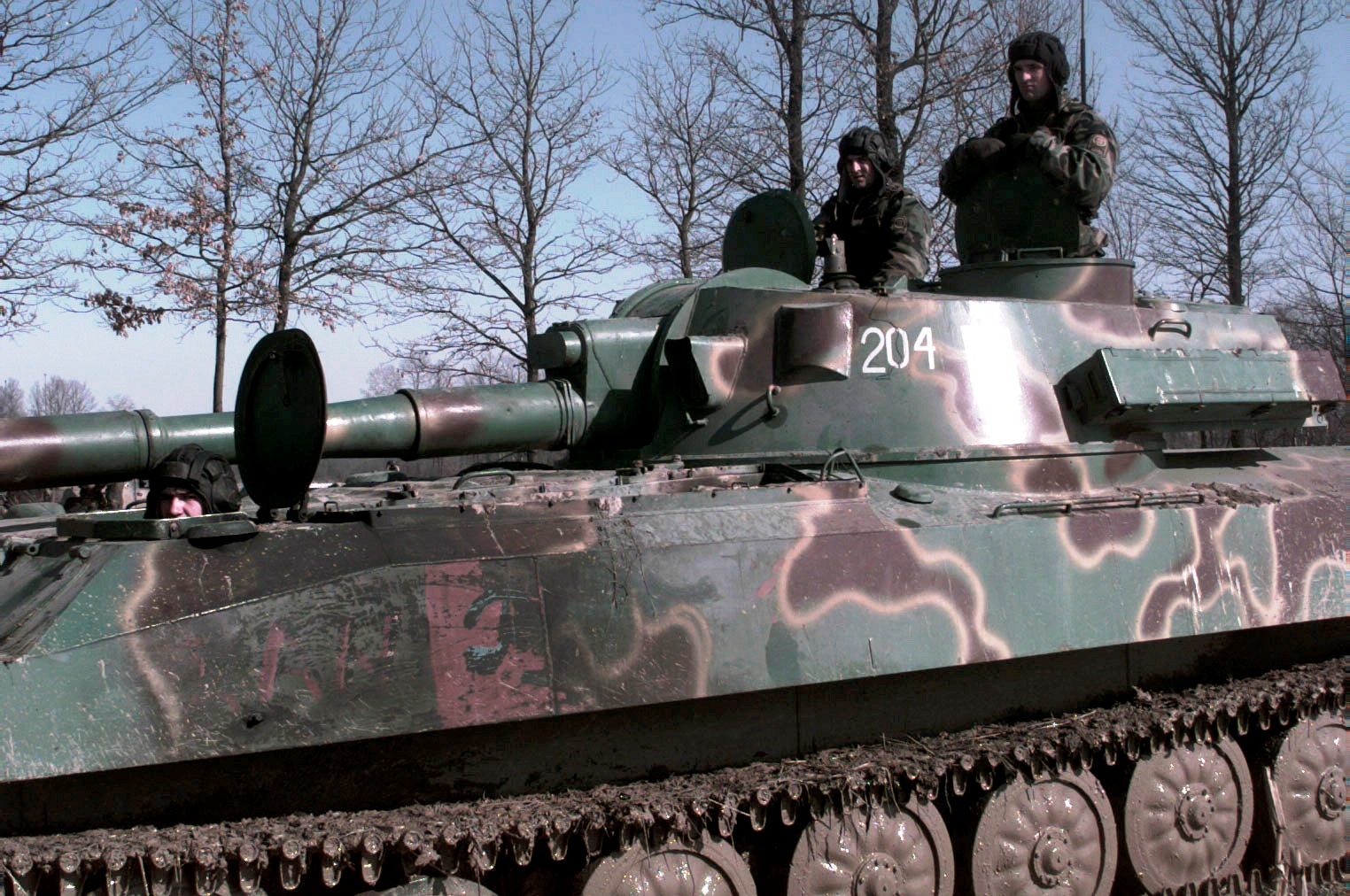
2S1 SPH serbo catturato dall'HVO durante le Guerre jugoslave.

- Finlandia - 72 (conosciuto come 122 PsH 74)
- Georgia - 85
- Ungheria - 153
- Iran
- Iraq
- Kazakistan - 10
- Libia
- Polonia - circa 200 in servizio più 160 in riserva. Alcuni sono stati donati all'Ucraina durante l'Invasione russa dell'Ucraina del 2022[5].
- Romania - 48
- Russia - 1,725[6]
- Ossezia del Sud
- Serbia - 72
- Slovenia - 8 (in riserva)
- Slovacchia - 49
- Siria - 400
- Ucraina - 638[7]. Circa ulteriori 40 semoventi 2S1 Gozdika da 122 mm sono stati forniti dalla Repubblica Ceca durante la guerra russa-ucraina[3]
- Uruguay - 12
- Uzbekistan
- Vietnam
- Yemen
- Zimbabwe - 12

## Operazioni di combattimento
- Cecenia (Russia) - Seconda Guerra Cecena (1999 - 2000)
- Iraq - Prima guerra del Golfo, Seconda guerra del Golfo
- Jugoslavia - Guerre jugoslave
- Jugoslavia - Guerra del Kosovo
- Seconda guerra in Ossezia del Sud
- Invasione russa dell'Ucraina del 2022[3]